# アウト・キャスト
アウト・キャストは、1966年春に結成されたグループ・サウンズ（GS）のバンド。所属は渡辺プロダクション。グループ名の由来は「人真似ではなく、自分達独自のもので飛躍しよう」との想いから。

## メンバー

### 前期
- 水谷淳（リードギター、ボーカル）1948年6月17日生まれ。もと津田竜一とブルーエース、のちアダムスを経て、スタジオミュージシャン、作曲家の水谷公生
- 轟健二（リードボーカル、フルート）1948年3月21日生まれ。のちアダムスを経て音楽プロデューサーの松崎澄夫（元アミューズ代表取締役、現BOGUS RECORDS共同代表）
- 大野良二（ベースギター）1948年2月12日生まれ。もとテディーボーイズ[注 1]
- 中沢啓光（ドラムス）1948年3月19日生まれ。のち邦楽師、音楽講師の西川啓光、1970年村岡実とニューディメンショングループにゲスト参加[注 2]

前期脱退メンバー
- 片桐周一（ギター）初代ギター。短期間の在籍で、デビュー前に脱退
- 藤田浩一（ギター）片桐脱退後に加入。後に作詞家、作曲家、音楽プロデューサー、トライアングルプロダクション社長。2009年10月11日没
- 穂口雄右（オルガン）1948年1月24日生まれ。もとテディーボーイズ、もとジャニーズ・ジュニア、のち津々美洋とオールスターズ・ワゴン、スタジオミュージシャン、後に作曲家、アムバックス音楽出版社長

### 後期
1968年4月の再デビュー時以降のメンバー。大野プロへ移籍、前期メンバーだった水谷、轟は「アダムス」へ。
- 大野良二、または大野良治（ベースギター）後に雄ちゃん・英ちゃんと良ちゃん、レコーディング・ディレクター、1995年からオクテットレコード代表
- 岡本修（リードボーカル）
- 谷かつみ（ギター）後にジャニーズ事務所へ移籍。トニー谷の次男。本名・大谷克己。
- 菅野吉治（オルガン）
- 朝倉幸夫（ドラムス）

なお、プロフィールは現役当時のもの。

## 沿革
1960年代前半に活動していたインストロメンタルエレキバンドの「津田竜一とブルーエースに在籍していた水谷(当時は水谷竜緒)とそれに大野が中心となって結成された。
渡辺プロダクション(以下「渡辺プロ」と略)所属ジャズピアニスト津田竜一とそのグループブルーエースでは2枚のエレキインストロメンタル・アルバムを発表し、ジャズ喫茶などでは同じ所属でソロ歌手の布施明、望月浩らをゲストに、またスタジオ録音やテレビ出演のバックバンドとして活動していた。ここにスカウトされ先に加入していた水谷に勧誘され轟（水谷の中学時代からのバンド仲間）が渡辺プロと個人契約を結び、ゲスト歌手の一人に加わった。渡辺プロではかつてのロカビリー・ブームから直近ビートルズの人気状況を見て新しいスタイルのバンド、歌手が常駐するエレキバンドの所属追加を構想し、募集は新規結成として、ブルーエースメンバーの水谷と共同で進めソロ歌手契約だった轟に渡辺プロで他バンドに参加していた大野、次にスカウト、オーディションを重ね藤田の参加で陣容が揃い1966年6月渡辺プロ初のグループサウンズのバンドとして1967年にレコードデビューした。
1967年夏に藤田（のち「ザ・ラヴ"」）、秋に穂口が離脱し、4人となって活動していたが渡辺プロの意向から1968年3月には解散。轟と水谷はアダムスを結成、大野は渡辺プロを離れ大野プロへ、新たなメンバーで新生アウトキャストを再興し、6月にシングル「空に書いたラブレター」を発表しじゅん&ネネなどのバック・バンドを務めていたが次作シングル制作が取り辞めになり大野の心機一転次の活動計画から1969年初頭で活動を終え、大野は大阪から泰英二郎を誘い「雄ちゃん・英ちゃんと良ちゃん」を結成し1969年6月CBSソニー・レコードからシングル「ミヨちゃん」を発表した。
水谷を中心にした渡辺プロ支援のスカウト、オーディションで集合した為に団結力が弱くまとめ役(バンド・マスター)は大野が務める一方オリジナル楽曲を創るメンバー重複による齟齬、プロダクションの意向で活動は短命に終わってしまった。アルバム（LPレコード）を発表したグループサウンズのバンドでは異例だった。後年にスタジオミュージシャンや音楽プロデューサー、作家となるメンバーも多く、実力はあったが人気に恵まれないグループサウンズの代表格とも言われており、当時は評価されなかった。後年になり海外のレコード・コレクターから「電話でいいから」や、アルバム収録の「のっぽのサリー」が“日本最古のガレージパンク”と再評価され、未発表曲などまでCDによる再編集版に収録されるに至っている。
近年行われた水谷へのインタヴューから、ザ・タイガースのアルバム「ヒューマン・ルネッサンス」へ録音サポートしたことが明らかになった。

同時代の渡辺プロダクション所属アーティストでソロ歌手のステージ伴奏や収録ではスタジオミュージシャンを務め、小畑ミキなどの録音に参加している。アウトキャスト解散後はザ・ハプニングス・フォーなどが務めた。
最近（2016年6月現在）は、かつてグループサウンズで活躍したミュージシャンがテレビ番組などで同窓会的な「復活」を果たすなかアルタミラミュージック後援「GS生誕50周年記念イベント“ GSフェスティバル 2016 前夜祭 ”」は大野が様々なバンドをサポートしその一つでアウト・キャストは轟、西川（中沢）ら三名で「復活」を果たしている。
バンドボーイには「なぜか埼玉」を歌ったさいたまんぞうが1967年頃に、その後前述の「雄ちゃん・英ちゃんと良ちゃん」の一員となった泰英二郎（現猫夜叉の横山エントツ）が務めていた。

## ディスコグラフィー

### シングル
1. 友達になろう／気ままなシェリー（1967年1月25日）※作詞・曲は藤田浩一、轟藤田によるボーカルでアルバムとはミキシングが異なる。
2. 愛することは誰でもできる／電話でいいから（1967年4月）
3. レッツ・ゴー・オン・ビーチ／エンピツが一本（1967年7月10日）
4. 一日だけの恋／僕のそばから（1967年10月15日）
5. 愛なき夜明け／ふたりの秘密（1968年1月10日）
6. 空に書いたラブレター／君を慕いて（1968年6月5日）※新生アウト・キャスト、A面はサイモン・デュプリー＆ザ・ビッグ・サウンド（en）　のちジェントル・ジャイアントカバー曲。

### アルバム
1. 君も僕も友達になろう（1967年11月10日） 一日だけの恋/エンピツが一本/I LOVE YOU※1/愛することは誰でもできる/のっぽのサリー※1/ふたりの秘密/レッツ・ゴー・オン・ザ・ビーチ/友達になろう※2/ビー・マイ・ベイビー※1/君と歩こう/エブリシングス・オール・ライト※1/僕のそばから

※1洋楽カバー曲英語詩。「I LOVE YOU」の原曲はゾンビーズでザ・カーナビーツが邦題「好きさ好きさ好きさ」と日本語詞で発表している。
※2藤田浩一脱退でシングル盤とはミキシングが異なる。

## 映画
- クレージーの怪盗ジバコ（1967年10月28日、東宝。挿入歌「一日だけの恋」のインストゥルメンタル（歌なし版）を演奏）